# Denticularia mangiferae
Denticularia mangiferae är en svampart som först beskrevs av Bitanc. & Jenkins, och fick sitt nu gällande namn av Alcorn, Grice & R.A. Peterson 1999. Denticularia mangiferae ingår i släktet Denticularia, divisionen sporsäcksvampar och riket svampar.   Inga underarter finns listade i Catalogue of Life.